# Abdelwahab Maatar
Abdelwahab Maatar (arabe : عبد الوهاب معطر), né le 23 mars 1952 à Sfax, est un avocat et homme politique tunisien. Il est ministre de la Formation professionnelle et de l'Emploi dans le gouvernement Hamadi Jebali puis ministre du Commerce et de l'Artisanat dans le gouvernement Ali Larayedh.

## Biographie

### Famille et études
Maatar est titulaire d'un diplôme de l'École nationale d'administration (1975) ainsi que d'une licence en droit public (1977) et d'un DEA en sciences politiques (1983), obtenus à la faculté de droit et des sciences politiques de Tunis.

### Carrière professionnelle
Entre 1977 et 1978, il travaille à la Société tunisienne d'assurances et de réassurances puis, entre 1979 et 1980, comme chef du service contentieux à la Société nationale d'exploitation et de distribution des eaux et, entre 1980 et 1984, comme directeur adjoint à l'Agence tunisienne de coopération technique. En 1984, il devient avocat et professeur à la faculté de droit et de sciences économiques de Tunis.

### Carrière syndicale et politique
Il est membre du Conseil national pour les libertés en Tunisie, de la Ligue tunisienne des droits de l'homme, membre fondateur du Centre de Tunis pour l'indépendance de la justice, vice-président de l'Association internationale de soutien aux prisonniers politiques et membre fondateur en 2001 du Congrès pour la République (CPR) dont il est membre du bureau politique depuis cette date.
À la suite de la révolution de 2011, il est nommé ministre de la Formation professionnelle et de l'Emploi dans le gouvernement de Hamadi Jebali, succédant à Saïd Aïdi, son homologue dans les gouvernements précédents. Il devient ensuite ministre du Commerce et de l'Artisanat au sein du gouvernement Ali Larayedh.

## Vie privée
Il est marié et père de trois enfants.
En janvier 2012, à la suite de la nomination de sa fille Dhekrayet, avocate, comme conseillère juridique au ministère des Affaires de la femme, il indique dans une interview au quotidien Assabah que « la majorité des ministres aurait placé des proches et membres de la famille dans les cabinets ministériels », indiquant qu'elle « a été particulièrement sollicitée [...] pour ses compétences et son militantisme au sein du CPR ». Celle-ci démissionne finalement le 12 mars.